# Through the Ages: A Story of Civilization
Through the Ages: A Story of Civilization er et brætspil for 2 til 4 spillere fra 2006. Spillerne skal opbygge en civilisation med stor befolkning, god produktion, videnskab og militærkraft. Man vinder ved at producere mest kultur, hvilket kan gøres på flere forskellige måder i spillet.
Spillet er designet af Vlaada Chvátil og udgivet af CzechBoardGames og Eagle Games på engelsk og af Pegasus Spiele på tysk.

## Kritik
Through the Ages: A Story of Civilization vandt i 2007 en International Gamers Award som årets spil, og lå den 7. august 2015 på fjerdeplads med 8,21 i middelkarakter på Board Game Geeks rangering.